# Maximilian Beyer
Maximilian Beyer (Nordhausen, 28 dicembre 1993) è un ex pistard e ciclista su strada tedesco.

## Palmarès

### Pista
- 2011

Campionati tedeschi, Corsa a punti Junior
- 2012

Campionati tedeschi, Scratch
- 2013

Campionati tedeschi, Omnium
Campionati tedeschi, Scratch
- 2015

3ª prova Coppa del mondo 2014-2015, Omnium (Cali)
Irish International Track Grand Prix, Scratch (Dublino)
- 2016

Oberhausen, Corsa a punti
Campionati tedeschi, Inseguimento a squadre (con Leif Lampater, Lucas Liß e Marco Mathis)
Dublin Track Cycling International, Scratch (Dublino)
Revolution Series Champions League #2, Scratch (Manchester)
Revolution Series #2, Scratch (Manchester)
Campionati tedeschi, Omnium
- 2019

Campionati tedeschi, Scratch
Campionati tedeschi, Omnium
Campionati tedeschi, Americana (con Theo Reinhardt)

### Strada
- 2014 (KED-Stevens Berlin, una vittoria)

3ª tappa Tour de Berlin (Baruth/Mark > Baruth/Mark)
- 2016 (Rad-Net Rose Team, tre vittorie)

2ª tappa Bałtyk-Karkonosze Tour (Kościan > Opalenica)
3ª tappa Bałtyk-Karkonosze Tour (Zbąszynek > Zbąszynek)
1ª tappa Dookoła Mazowsza (Kozienice > Kozienice)
- 2017 (Rad-Net Rose Team, due vittorie)

3ª tappa Bałtyk-Karkonosze Tour (Zbąszynek > Zbąszynek)
2ª tappa Oderrundfahrt

#### Altri successi
- 2013 (KED-Stevens Berlin)

Wernigeröder Radsporttage
- 2015 (Rad-Net Rose Team)

Prologo Okolo Jižních Čech (Nová Bystřice, cronosquadre)

## Piazzamenti

### Competizioni mondiali
- Campionati del mondo su pista

Montichiari 2010 - Inseguimento a squadre Junior: 3º
Mosca 2011 - Inseguimento a squadre Junior: 4º
Mosca 2011 - Americana Junior: 9º
Minsk 2013 - Inseguimento a squadre: 6º
Minsk 2013 - Inseguimento individuale: 14º
Cali 2014 - Inseguimento a squadre: 7º
Cali 2014 - Scratch: 6º
Saint-Quentin-en-Yvelines 2015 - Corsa a punti: 3º
Hong Kong 2017 - Omnium: 9º
Apeldoorn 2018 - Inseguimento a squadre: 4º
Apeldoorn 2018 - Scratch: 10º
Apeldoorn 2018 - Corsa a punti: non partito
Apeldoorn 2018 - Omnium: 15º
Berlino 2020 - Scratch: 7º

### Competizioni europee
- Campionati europei su pista

Panevėžys 2012 - Inseguimento a squadre: 2º
Panevėžys 2012 - Corsa a punti: ritirato
Apeldoorn 2013 - Inseguimento a squadre: 13º
Atene 2015 - Omnium Under-23: 4º
Atene 2015 - Americana Under-23: 6º
Berlino 2017 - Corsa a eliminazione: 13º
Berlino 2017 - Corsa a punti: 3º
Glasgow 2018 - Corsa a eliminazione: 7º
Apeldoorn 2019 - Corsa a eliminazione: 10º
Apeldoorn 2019 - Scratch: 9º
Apeldoorn 2019 - Omnium: 14º
Apeldoorn 2019 - Americana: 3º